# Xã Jesup, Quận Lawrence, Arkansas
Xã Jesup (tiếng Anh: Jesup Township) là một xã thuộc quận Lawrence, tiểu bang Arkansas, Hoa Kỳ. Năm 2010, dân số của xã này là 177 người.